# Опілля (пивоварня)
Тернопільська пивоварня «Опілля» — підприємство, зайняте у галузі виробництва та реалізації пива та квасу. Розташоване у місті Тернополі.

## Історія
Підприємство веде свою історію від броварні, збудованої 1851 року у місцевості Провалиха, розташованій між центральною частиною Тернополя і Білою. Протягом декількох десятиліть власниками пивоварні, яка швидко стала одним з головних постачальників пива до кнайп Тернополя, була родина Гольдбергів. 1906 року Юліум Боар бере в оренду пивоварню. З цього часу розпочинається бурхливий розвиток підприємства. У 1913 році Боар остаточно викупив пивоварню у Амалії Гольдберг. Броварня, відома на той час під назвою «Провалиха» (за місцем розташування), розпочинає випуск сортів пива «Бак», «Марцеве» і «Лежак». Частина продукції експортується до Європи. 1931—1932 роках власниками пивоварні стають Лезар Кірхнер та Марек Блюмендфельд. На підприємстві працює 7 робітників. Невдовзі після приєднання земель Західної України до СРСР у 1939 році підприємство було націоналізоване. Назва з «Провалихи» змінюється на Тернопільський пивзавод № 1. Підприємство входить до Тернопільського пивоб'єднання Мінхарчопрому УРСР. У 1944 році підприємство уперше досягло потужності у 100 тисяч декалітрів пива в рік. Протягом 1950—1958 років на підприємстві проведено масштабну реконструкцію. Дерев'яні чани і куфи замінюються на сучасні на той час, металічні чани і танки, впроваджується охолодження пива за допомогою штучного холоду, варочне відділення і сушка солоду переводяться на газове паливо, що значно покращило санітарні умови заводу, якість продукції і умови праці робітників. Механізується ряд процесів в цеху пляшкового розливу. Потужність заводу зростає до 350 тисяч декалітрів пива на рік. Протягом 1965—1966 років відбувається друга велика реконструкція заводу. Змінюється вигляд всіх цехів заводу. Вогневий двох посудний варочний порядок замінили чотирьох посудним паровим, що дозволило збільшити потужність заводу втричі, встановили механізовані замочні чани і впроваджено повітряно-орочисну замочку ячменю, розширено бродильне відділення, установлено сім нових бродильних чанів по 14 500 літрів кожний, збудовано ще одне лагерне відділення і установлено 38 алюмінієвих танків ємкістю 90 гектолітрів. В цеху розливу змонтовано нову автоматичну лінію потужністю 6 000 тис. пляшок. 1970—1972 роках відбувається третя реконструкція по розширенню діючих цехів. Будується ще одне бродильне відділення на 5 чанів по 14 500 літрів, лагерне відділення на 21 алюмінієвий танк ємністю 145—150 гектолітрів кожен. Збудовано новий холодильно-компресорний цех. В цеху розливу замість автоматичної лінії потужністю 3 000 тис. пляшок в годину установлено ще одну лінію на 6 000 тис. пляшок за год. На початку 1990-х броварня функціонувала у формі орендного підприємства, згодом її було приватизовано з утворенням приватного акціонерного товариства.
У 2005 році на завод приходить нова команда управлінців, серед яких був і теперішній почесний президент корпорації «Опілля» Ярослав Джоджик.. В основу нової маркетингової стратегії поклала ідею відродити виробництво «живого пива» (непастеризованого пива) за давніми традиціями. Вирішено опиратися на українських фахівців, українські традиції пивоваріння, використання натуральної сировини. Протягом січня-травня 2011 року підприємство майже у два рази збільшило об'єми основного виробництва. «Опілля» відновило випуск відомих сортів пива «Жигулівське» та «Княже». Підприємство починає функціонувати у формі ТОВ "Пивоварня «Опілля». У 2013 році підприємство розпочинає розширення виробничих потужностей. Введено в експлуатацію нову варницю. Введено в експлуатацію автоматизовану систему миття варильного обладнання, що мінімізує вплив людини на перебіг процесу та значною мірою покращує умови праці. Розпочалися роботи із запуску нових підвалів для бродіння та доброджування з відтворенням традиційної класичної технології роздільного бродіння, доброджування та дозрівання пива. У 2016 році проведено реконструкцію холодильного обладнання, що дозволило повністю відмовитися від застарілих систем аміачного охолодження. Розпочалися роботи з впровадження обладнання для переробки дробини та інших відходів. Вперше «Опілля» стало одним найбільших платників податків Тернопільщини.

## Нагороди
У 2017 році пивоварня отримала нагороду Української галузевої компанії по виробництву пива безалкогольних напоїв та мінеральних вод "Укрпиво" — “Бурштинову зірку” за найбільше зростання виробництва у 2016 році, що склало 67,5 % порівняно з попереднім роком. Золотою медаллю за високу якість світлого пива відзначили марку пива "Опілля Фірмове", срібною - "Опілля Гайдамацьке", а також квас "Опілля Домашній". У грудні того ж року "Опіллю" було вручено номінацію "Народний бренд-2017". За підсумками 2017 року "Опілля" посіло 88 позицію у загальноукраїнському рейтингу і стала одним з двох брендів з Тернопільщини, які потрапили до списку "ТОП-100 найдорожчих брендів України". Загальну вартість «Опілля» експерти оцінили у $ 6,2 млн.   Цього ж року "Опілля" презентувало новий сорт пива "Опілля Портер", який позиціонується, як "живий" (непастеризований) Портер. Наприкінці березня 2018 року пивоварня презентувала сорт "Опілля Біле". 28 серпня 2018 року під час щорічного свята пива, організованого галузевою асоціацією “Укрпиво”, “Опілля” відзначили нагородою “Бурштинова зірка” за найвищі відносні і абсолютні темпи приросту виробництва за 2017 рік. Тоді ж золотою медаллю за високу якість світлого пива відзначено сорт пива "Опілля Фірмове", срібними "Опілля Княже", "Опілля Гайдамацьке", а також квас "Тернопільський".

## Асортимент продукції
Наразі підприємство випускає вісім сортів пива під ТМ «Опілля»:
- «Опілля Жигулівське» — світле пиво з густиною 11 % та вмістом алкоголю 4,0 %.
- «Опілля Фірмове» — преміальне світле пиво з густиною 16 % та вмістом алкоголю 6.5 %.
- «Опілля Корифей» — світле пиво з густиною 11 % та вмістом алкоголю 4,2 %.
- «Опілля Княже» — темне пиво, зварене із застосуванням карамельного солоду, з густиною 12 % та вмістом алкоголю 4,2 %.
- «Опілля Гайдамацьке» — світле пиво з густиною 12 % та вмістом алкоголю 4,5 %.
- «Опілля Класичне» — живе світле пиво з густиною 11 % та вмістом алкоголю 4,2 %.
- «Опілля Пшеничне» — світле пиво преміум класу з густиною 11 % та вмістом алкоголю 3,7 %.
- «Опілля Біле» - пшеничне нефільтроване пиво з вмістом алкоголю 4,0 %.

Та три сорти під ТМ «Тернопільське»:
- «Тернопільське Lager» — світле пиво з густиною 11 % та вмістом алкоголю 3,7 %.